# Championnats du monde de duathlon 2008
Navigation
Édition précédente Édition suivante
Les Championnats du monde de duathlon 2008 présentent les résultats des championnats mondiaux de duathlon en 2008 organisés par la fédération internationale de triathlon.
Les 19e championnats se sont déroulés à Rimini en Italie le 27 et 28 septembre 2008.

## Résultats

### Élite
Distances parcourues
| Distances course (kilomètres) | Distances course (kilomètres) | Distances course (kilomètres) |
| Course à pied                 | Cyclisme                      | Course à pied                 |
| ----------------------------- | ----------------------------- | ----------------------------- |
| 10                            | 40                            | 5                             |

| Rang               | Athlète           | Pays        | Temps           |
| ------------------ | ----------------- | ----------- | --------------- |
| Médaille d'or      | Rob Woestenborghs | Belgique    | 1 h 47 min 37 s |
| Médaille d'argent  | Paul Amey         | Royaume-Uni | 1 h 48 min 00 s |
| Médaille de bronze | Bart Aernouts     | Belgique    | 1 h 48 min 07 s |

| Rang               | Athlète           | Pays        | Temps           |
| ------------------ | ----------------- | ----------- | --------------- |
| Médaille d'or      | Vanessa Fernandes | Portugal    | 2 h 00 min 51 s |
| Médaille d'argent  | Catriona Morrison | Royaume-Uni | 2 h 02 min 29 s |
| Médaille de bronze | Ana Burgos        | Espagne     | 2 h 04 min 27 s |

### Moins de 23 ans
Distances parcourues
| Distances course (kilomètres) | Distances course (kilomètres) | Distances course (kilomètres) |
| Course à pied                 | Cyclisme                      | Course à pied                 |
| ----------------------------- | ----------------------------- | ----------------------------- |
| 10                            | 40                            | 5                             |

| Rang               | Athlète           | Pays        | Temps           |
| ------------------ | ----------------- | ----------- | --------------- |
| Médaille d'or      | Bojan Cebin       | Slovénie    | 1 h 49 min 29 s |
| Médaille d'argent  | Alessandro Fabian | Italie      | 1 h 49 min 49 s |
| Médaille de bronze | Ritchie Nicholls  | Royaume-Uni | 1 h 53 min 17 s |

| Rang               | Athlète          | Pays    | Temps           |
| ------------------ | ---------------- | ------- | --------------- |
| Médaille d'or      | Agnieszka Jerzyk | Pologne | 2 h 06 min 08 s |
| Médaille d'argent  | Olesya Prystayko | Ukraine | 2 h 07 min 05 s |
| Médaille de bronze | Morgane Riou     | France  | 2 h 11 min 58 s |

### Junior
Distances parcourues
| Distances course (kilomètres) | Distances course (kilomètres) | Distances course (kilomètres) |
| Course à pied                 | Cyclisme                      | Course à pied                 |
| ----------------------------- | ----------------------------- | ----------------------------- |
| 5                             | 20                            | 2,5                           |

| Rang               | Athlète        | Pays           | Temps       |
| ------------------ | -------------- | -------------- | ----------- |
| Médaille d'or      | Richard Murray | Afrique du Sud | 56 min 13 s |
| Médaille d'argent  | Alex Ascenzi   | Italie         | 56 min 19 s |
| Médaille de bronze | Oscar Vicente  | Espagne        | 56 min 23 s |

| Rang               | Athlète            | Pays        | Temps           |
| ------------------ | ------------------ | ----------- | --------------- |
| Médaille d'or      | Sophie Coleman     | Royaume-Uni | 1 h 04 min 01 s |
| Médaille d'argent  | Ruth Nivon Machoud | Mexique     | 1 h 04 min 43 s |
| Médaille de bronze | Barbara Balogh     | Hongrie     | 1 h 04 min 43 s |

## Tableau des médailles
| Rang  | Nation         | Or | Argent | Bronze | Total |
| ----- | -------------- | -- | ------ | ------ | ----- |
| 1     | Royaume-Uni    | 2  | 1      | 1      | 4     |
| 2     | Portugal       | 1  | 0      | 1      | 2     |
| 3     | Afrique du Sud | 1  | 0      | 0      | 1     |
| -     | Pologne        | 1  | 0      | 0      | 1     |
| -     | Slovénie       | 1  | 0      | 0      | 1     |
| 6     | Italie         | 0  | 2      | 0      | 2     |
| 7     | Belgique       | 0  | 1      | 0      | 1     |
| -     | Mexique        | 0  | 1      | 0      | 1     |
| -     | Ukraine        | 0  | 1      | 0      | 1     |
| 10    | Espagne        | 0  | 0      | 2      | 2     |
| 11    | France         | 0  | 0      | 1      | 1     |
| -     | Hongrie        | 0  | 0      | 1      | 1     |
| Total | Total          | 6  | 6      | 6      | 18    |